# Carl Heinrich Jürgens
Carl Heinrich Jürgens (* 3. Mai 1801 in Braunschweig; † 2. Dezember 1860 in Wiesbaden) war ein deutscher lutherischer Theologe, Redakteur, Publizist und Politiker.

## Vormärz
Sein Vater war Schatzeinnehmer. Nach dem Abschluss der Schule studierte Jürgens Theologie in Göttingen und promovierte zum Dr. theol. Er war seit 1820 Mitglied des Corps Brunsviga Göttingen. Danach war er Pfarrer in Amelunxborn, Negenborn und Stadtoldendorf.
In den 1830er Jahren kam er in Kontakt mit Karl Steinacker. Durch diesen kam er in Verbindung mit Carl Theodor Welcker. An dem von diesem mitherausgegeben Rotteck-Welckerschen Staatslexikon hat er als Autor ebenso mitgearbeitet wie an Konversationslexika und als Autor von Zeitschriftenbeiträgen. Daneben war er Mitbegründer des Gustav Adolf Vereins. Dadurch geriet er in Widerspruch zur Kirchenleitung.
Nach der Entthronung von Herzog Karl II. 1830 hat Jürgens sich zwar gegen ein Naturrecht auf Widerstand gewandt, gleichwohl an die Fürsten, insbesondere den preußischen König Friedrich Wilhelm III., nachdrücklich appelliert, endlich ihr Verfassungsversprechen aus der Zeit der Befreiungskriege einzulösen. In seiner Schrift „Über die Notwendigkeit durchgreifender Reformen bei der gegenwärtigen Lage Deutschlands“ wandte er sich gegen die naturrechtliche Vertragslehre vom Wesen des Staates sowie gegen jede revolutionäre Bewegung. Stattdessen plädierte er für eine fortschreitende evolutionäre Entwicklung. Im Kern hat er diese Auffassung auch später stets vertreten. In den Jahren 1837 bis 1839 war er Mitglied im Braunschweiger Landtag. Im Jahr 1842 wurde er erneut gewählt, hat das Mandat aber nicht angetreten.

## Revolution 1848/1849
Zu Beginn der Märzrevolution war er der Führer der liberal-nationalen Bewegung in Braunschweig. Er war Mitglied des Frankfurter Vorparlaments und des Fünfzigerausschusses. In diesen gelang es ihm gegen radikale Kräfte eine Gruppe Gemäßigter zusammenzubringen, die damit weitergehende Beschlüsse verhindern konnten. Für den Wahlkreis Braunschweig-Stadt wurde Jürgens in die Frankfurter Nationalversammlung gewählt. Dieser gehörte er bis zum Ende an. Er war Mitglied im zentralen Wahlausschuss und im Verfassungsausschuss. An der Verfassungsdiskussion hat er sich intensiv beteiligt. Er gehörte zunächst der Casinosfraktion und später der Fraktion Pariser Hof an. Einen deutschen Einheitsstaat ohne Untergliederung in einzelne Länder lehnte er ab. Er konstatierte die Schwäche der Nationalversammlung und der provisorischen Zentralgewalt. In der Auflösung des Bundestages und der Nichtbeteiligung der Länder am Verfassungswerk sah er große Fehler. Bei der Verfassungsdebatte drang Jürgens auf eine Beschleunigung des Beschlusses über die Grundrechte. Er lehnte ein Erbkaisertum ab und wählte Friedrich Wilhelm IV. nicht zum Kaiser.

## Autor und Publizist
Er gab seit dem 14. Juni 1848 die „Flugblätter aus der deutschen Nationalversammlung“ heraus, in denen er in grober Weise seine Vorstellungen verbreitete. Als die Zeitung immer mehr zu einer Schmähschrift wurde, zogen sich anfängliche Unterstützer und Mitarbeiter zurück.
Neben seiner politischen Tätigkeit war Jürgens auch als Autor erfolgreich. Dies gilt etwa für seine Lutherbiographie Luther von seiner Geburt bis zum Ablassstreit erschienen in drei Bänden seit 1846. Die Schrift wurde in Fachkreisen breit rezipiert. Nach dem Ende der Nationalversammlung konzentrierte sich Jürgens auf die Tätigkeit als Autor und Redakteur. Er veröffentlichte auch als Rechtfertigungsschrift 1850 in zwei Bänden: Zur Geschichte des deutschen Verfassungswerkes. Nachdem 1850 in Hannover eine gemäßigt-reaktionäre Regierung gebildet worden war, wurde Jürgens Redakteur der amtlichen „Hannoverschen Zeitung.“ Nach dem Rücktritt des Ministeriums 1851 gab er diese Stellung wieder auf. In dieser Zeit zog Jürgens zunächst nach Frankfurt am Main und 1860 nach Wiesbaden. In Frankfurt wurde er 1857 Mitglied der dortigen Freimaurerloge „Zur Einigkeit“. Nicht zuletzt gegen die propreußische Haltung von Johann Gustav Droysen veröffentlichte er 1856 seine „Studien zur deutschen Geschichte und Politik.“ Antipreußisch und großdeutsch war auch seine Schrift „Deutschland im französisch-sardinischen Krieg 1856 bis zum Frieden von Villafranca“ aus dem Jahr 1860.

## Schriften (Auswahl)
- Über die Notwendigkeit durchgreifender Reformen bei der gegenwärtigen Lage Deutschlands. Braunschweig, 1831 Digitalisat
- Luther von seiner Geburt bis zum Ablassstreit. Leipzig, 1846ff. 3. Bde. Digitalisat Bd.3
- Zur Geschichte des deutschen Verfassungswerkes. Hannover, 1850–1857 2. Bde. (Digitalisate in der Digitalen Bibliothek Mecklenburg-Vorpommern)